# 싼야시
싼야시(중국어 간체자: 三亚市, 정체자: 三亞市, 병음: Sānyà Shì)는 중화인민공화국 하이난성에 위치한 도시이다. 하이난섬 최남단에 있으며, 인구는 약 48만5천 명으로 하이난 성의 성도인 하이커우시에 이어 두 번째로 인구가 많은 도시이다.
싼야시는 북위 18도 9분에서 18도 37분 사이에 있어 미국의 하와이섬과 같은 위도상에 있는데, 하와이와 기후가 비슷하고 아름다운 해변을 갖추고 있어 중국의 하와이라고도 불리며, 특히 야롱베이 만에는 외국계 자본이 건설한 고급 리조트가 들어서 있어 관광지로 유명하다.

## 역사
진나라 때는 애주라고 불렸다. 중국과 동남아시아와 사이의 해로의 중계점에 해당하는 장소이지만, 오랫동안 유배지로 악명높았다. 역사적으로 리족과 먀오족이 많이 있고, 그 밖에 이슬람교를 신봉하는 회족도 일정 수 있지만, 인구 유입에 의한 한족이 대부분을 차지한다.

## 지리
하이난섬 남단에 있으며 남중국해에 있다. 면적은 1,919.6km2이고 해안선은 총 209km에 달한다.

## 기후
| 싼야시의 기후                                                   | 싼야시의 기후 | 싼야시의 기후 | 싼야시의 기후 | 싼야시의 기후 | 싼야시의 기후 | 싼야시의 기후 | 싼야시의 기후 | 싼야시의 기후 | 싼야시의 기후 | 싼야시의 기후 | 싼야시의 기후 | 싼야시의 기후 | 싼야시의 기후   |
| 월                                                              | 1월           | 2월           | 3월           | 4월           | 5월           | 6월           | 7월           | 8월           | 9월           | 10월          | 11월          | 12월          | 연간            |
| --------------------------------------------------------------- | ------------- | ------------- | ------------- | ------------- | ------------- | ------------- | ------------- | ------------- | ------------- | ------------- | ------------- | ------------- | --------------- |
| 역대 최고 기온 °C (°F)                                          | 30.4 (86.7)   | 31.0 (87.8)   | 33.2 (91.8)   | 34.5 (94.1)   | 35.4 (95.7)   | 35.9 (96.6)   | 34.5 (94.1)   | 34.3 (93.7)   | 35.5 (95.9)   | 33.7 (92.7)   | 32.6 (90.7)   | 31.9 (89.4)   | 35.9 (96.6)     |
| 일평균 최고 기온 °C (°F)                                        | 26.6 (79.9)   | 27.3 (81.1)   | 29.1 (84.4)   | 31.1 (88.0)   | 32.4 (90.3)   | 32.5 (90.5)   | 32.0 (89.6)   | 31.9 (89.4)   | 31.7 (89.1)   | 30.9 (87.6)   | 29.6 (85.3)   | 27.3 (81.1)   | 30.2 (86.4)     |
| 일일 평균 기온 °C (°F)                                          | 22.3 (72.1)   | 23.1 (73.6)   | 25.2 (77.4)   | 27.4 (81.3)   | 29.1 (84.4)   | 29.5 (85.1)   | 28.9 (84.0)   | 28.6 (83.5)   | 28.0 (82.4)   | 27.0 (80.6)   | 25.4 (77.7)   | 23.1 (73.6)   | 26.5 (79.6)     |
| 일평균 최저 기온 °C (°F)                                        | 19.6 (67.3)   | 20.6 (69.1)   | 22.8 (73.0)   | 25.0 (77.0)   | 26.5 (79.7)   | 26.5 (79.7)   | 26.9 (80.4)   | 26.2 (79.2)   | 25.4 (77.7)   | 24.2 (75.6)   | 22.7 (72.9)   | 20.4 (68.7)   | 23.9 (75.0)     |
| 역대 최저 기온 °C (°F)                                          | 5.1 (41.2)    | 8.9 (48.0)    | 10.5 (50.9)   | 15.6 (60.1)   | 19.5 (67.1)   | 21.3 (70.3)   | 20.1 (68.2)   | 20.8 (69.4)   | 19.5 (67.1)   | 14.7 (58.5)   | 7.9 (46.2)    | 7.1 (44.8)    | 5.1 (41.2)      |
| 평균 강수량 mm (인치)                                           | 6.5 (0.26)    | 13.0 (0.51)   | 21.4 (0.84)   | 52.3 (2.06)   | 132.8 (5.23)  | 173.5 (6.83)  | 212.6 (8.37)  | 234.9 (9.25)  | 251.0 (9.88)  | 268.6 (10.57) | 71.0 (2.80)   | 15.6 (0.61)   | 1,453.2 (57.21) |
| 평균 강수일수 (≥ 0.1 mm)                                        | 3.4           | 3.6           | 3.9           | 5.6           | 10.0          | 14.0          | 13.8          | 16.0          | 17.0          | 13.5          | 6.6           | 3.7           | 111.1           |
| 평균 상대 습도 (%)                                              | 84.3          | 85.8          | 83.9          | 80.4          | 76.0          | 73.8          | 72.0          | 73.5          | 79.5          | 81.8          | 82.0          | 82.8          | 79.6            |
| 출처 1: 중국기상국 (평년값: 1991년~2020년, 극값: 1951년~2020년) |               |               |               |               |               |               |               |               |               |               |               |               |                 |
| 출처 2: 미국 해양대기청, Weather China (극값 일부)              |               |               |               |               |               |               |               |               |               |               |               |               |                 |

기상 기록이 시작된 이래 싼야의 연평균 기온은 변동이 심해 따뜻해졌다. 2023년을 예로 들면, 싼야의 연평균 기온은 27.1°C(80.8°F)로 1991년부터 2020년까지의 평균보다 0.6°C 높으며, 가장 추운 달(12월)의 평균 기온은 23.2°C(73.8°F)이고 가장 더운 달(8월)은 29.9°C(85.8°F)이다.

## 관광
아룡 만은 길이 7.5km의 아름다운 백사장 바닷가로, 국가여유구로서 중국 정부 등에 의해 정비되어 국제적 리조트(resort) 단지로서 유명해졌다. 대동해나 싼야만도 마찬가지로 아름다운 바닷가가 넓게 펼쳐진 인기 있는 리조트 지구이다. 이들은 시내에서 가까이 있고, 삼림, 동물, 온천, 소수 민족의 풍속이나 문화, 동굴(열대 식물이 무성한 대소동) 등 해변 이외의 관광자원도 풍부하다.
높이 108m의 거대 관음상이 싼아에 2005년 완성하여, 세계에서도 유수한 높이의 불상으로서 중국인 관광객들의 인기를 끌고 있다. 근교의 회신촌(回新村)에서는 8,000명 정도의 회족이 있고, 하이난 유수의 이슬람교 거주지로서 회교 사원도 6개 정도가 있다.
하이난의 최남단에 가까운 기암이 산재한 해안 천애해각은 풍경구로 정비되어 이 땅을 찾았던 청 시대의 대부분의 문인 묵객의 시문이 바위에 새겨져 있다.

## 행정 구역
4개의 시할구를 관할한다.
- 지양구(吉阳区)
- 하이탕구(海棠区)
- 톈야구(天涯区)
- 야저우구(崖州区)

## 교통
싼야시에는 싼야 펑황 국제공항이 있어 국제선과 국내선이 취항하고 있다.